# Aiguille des Grands Montets
Die Aiguille des Grands Montets (oft auch nur Grands Montets) ist ein 3295 m hoher Berg in der Mont-Blanc-Gruppe. Er liegt im französischen Département Haute-Savoie. Auf seinen Gipfel führte die Grand-Montets-Seilbahn, die sich aktuell im Wiederaufbau befindet.

## Lage
Die Aiguille des Grands Montets liegt südlich von Argentière. Weiter südlich erhebt sich durch den Col des Grands Montets (3233 m) getrennt die Aiguille Verte. In seiner Ostflanke trägt der Berg den Glacier des Rognons, der auf den Glacier d’Argentière abfällt.

## Erschließung
Die Aiguille des Grands Montets ist vor allem aufgrund des Skigebiets Les Grands Montets bekannt, das in der Nordflanke des Berges liegt und von Argentière erreicht wird. Neben der Benutzung als Skigebiet dient der Gipfel im Winter auch häufig als Ausgangspunkt für Skitouren und als Startpunkt der Haute Route, einer bekannten Skidurchquerung.
Auf den eigentlichen Gipfel führte bis 2018 eine Pendelbahn von Argentière über die Mittelstation Lognan (1973 m). Sie wurde 1963 in Betrieb genommen und war auch im Sommer in Betrieb. Am 11. September 2018 wurden beide Sektionen dieser Seilbahn durch einen Brand in der Mittelstation zerstört. Es wurde niemand verletzt. Die Bahn inklusive Tal-, Mittel- und Bergstation wird aktuell durch eine neue Drei-Seil-Umlaufbahn von Doppelmayr ersetzt, die sich seit Frühjahr 2023 im Bau befindet. Die Wiedereröffnung ist für 2026 vorgesehen. Die Konzeption der Stationen erfolgte durch den italienischen Architekten Renzo Piano.